# KRAIBURG TPE
KRAIBURG TPE(크라이버그 TPE)는 열가소성 엘라스토머를 생산하는 글로벌 제조사이며 독일, 말레이시아, 그리고 미국에 각각 지점을 두고있다.

## 역사
KRAIBURG TPE는 열가소성 엘라스토머를 생산하는 글로벌 제조사이며 독일, 말레이시아, 그리고 미국에 각각지점을두고있다. KRAIBURG TPE는 1985년에 산업 그룹이었던 KRAIBURG의 자회사로 시작했다. 1947년에 Gummiwerke KRAIBURG GmbH & Co. 라는 이름으로 사업을 시작했으며 고무 합성물을 생산하는 것을 주요 비즈니스로 삼았다. 1985년에 회사는 TPE 에 대한 첫 시도를 했으며 곧이어 KRAIBURG TPE가 설립되었다. 회사는 ISO 50001 이증을 받았으며 독일 발트크라이부르크와 말레이시아에 본사를 두고 있고, 이와 더불어 글로벌 제조 지역에는 ISO 9001과 ISO 14001 인증을 보유하고 있다. KRAIBURG TPE는 세계적으로 약 550명의 직원을 보유하고 있으며 2016년에는 1억 6천 7백만 유로의 판매 실적을 올렸다.
- 2022 지속 가능한 TPE를 도입.[4][5]
- 2022 KRAIBURG TPE(크라이버그 티피이)가 ECOVADIS 지속가능성 2022 평가에서 실버 등급을 받았다.[6]
- 2021 아시아 태평양 지역의 의료 및 헬스케어 어플리케이션을 위한 THERMOLAST® H 도입.[7]
- 2017 한국 경기도에 KRAIBURG TPE Korea 설립.

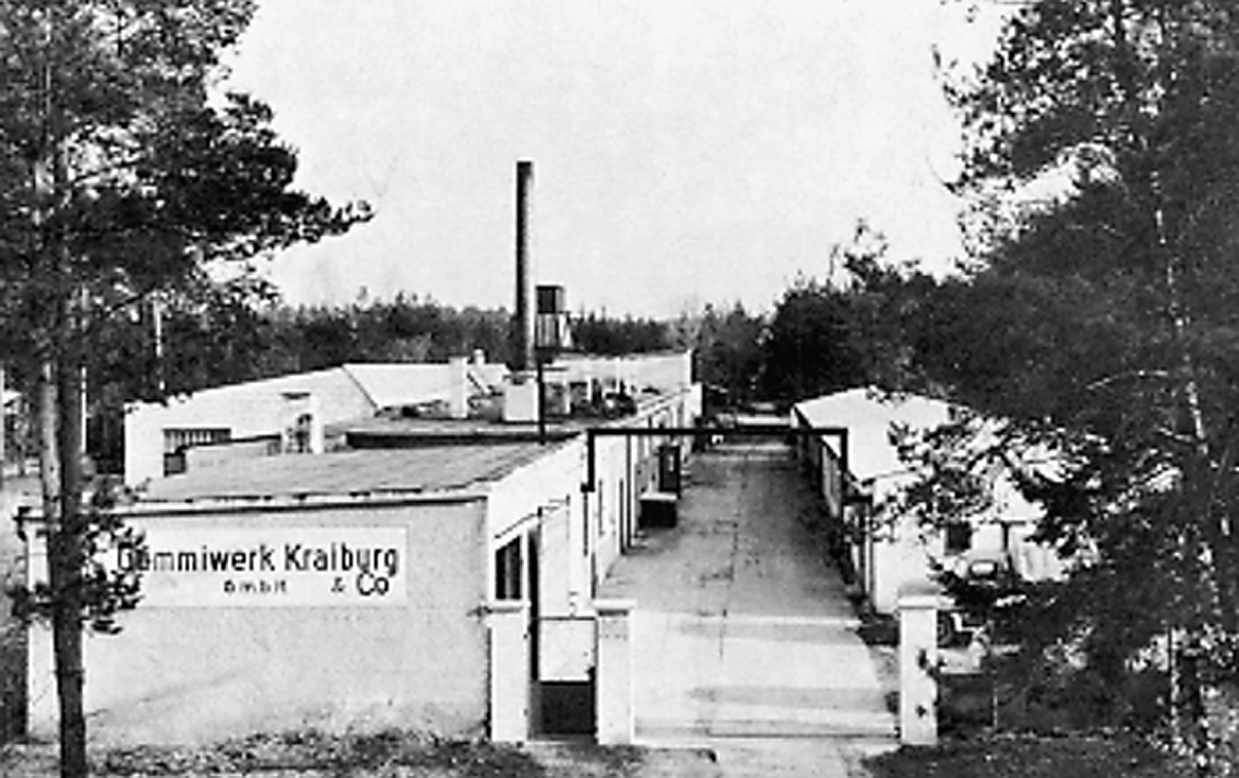
독일 발드크라이부르크에 있는 Gummiwerke KRAIBURG

- 2016 새로운 KRAIBURG TPE Corporation 설립과 함께 미국 조지아주 버포드로 이주.

- 2015 맥시코 몬테레이 S. de R.L. de D.V에 KARIBURG TPE 설립.
- 2015 높은 고객 지향성 척도에 대한 명망 있는 상인 Frost & Sullivan 상수여.
- 2014 북미의 조지아주와 남미에 공장 설립.

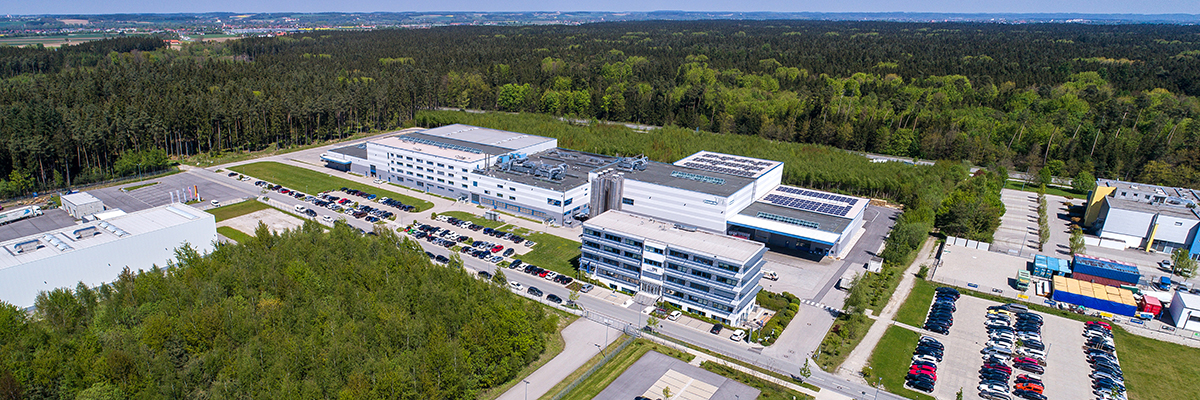
독일 발드크라이부르크에 있는 KRAIBURG TPE 생산지

- 2011 말레이시아에 추가 생산 범위 확장.
- 2011 COPEC®와 For Tec E® 도입.
- 2011 대만 R.O.C에 대표 사무실 설립.
- 2009 THERMOLAST® M 도입.
- 2008 말레이시아 쿠알라룸푸르에 KRAIBURG TPE기술 (M) SDN. BHD. 생산 공장 설립.
- 2008 HIPEX® 도입
- 2008 중국에 사업확장과 상하이에 판매 오피스 설립
- 2007 미국에 생산 영역 확장

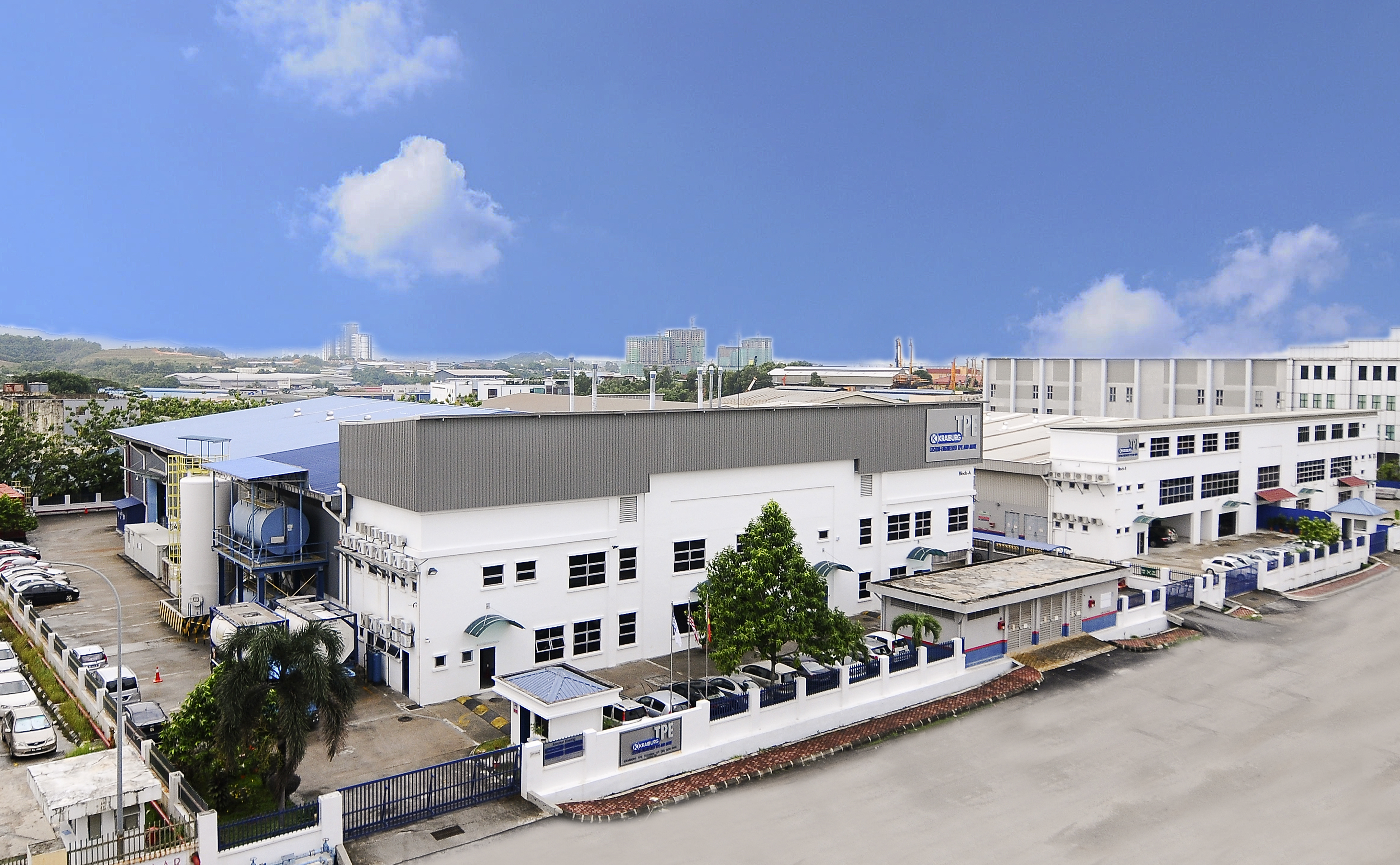
말레이시아 쿠알라룸푸르에 있는 KRAIBURG TPE 생산지

- 2006 KRAIBURG TPE GmbH & Co. KG로 회사명 변경 회사운영부서를 독일 발트크라이부르크에 설립한 새로운 행정관리건물로 이주함과 동시에 두개의 새로운 생산 라인 생성
- 2006 KRAIBURG TPE Private Limited India 설립
- 2005 획기적인 생산에 대해 Frost & Sullivan 상 수여
- 2004 홍콩에 합작사업으로 KRAIBURG TPE China Co Ltd 설립
- 2002 미국 조지아주 아틀랜타에 KRAIBURG TPE Corporation 생산 공장 설립
- 2001 KRAIBURG TPE GmBH를 회사의 법적명칭으로 정하고 새로운 공장을 설립
- 2000 독일 발트크라이부르크에 새로운 공장 설립

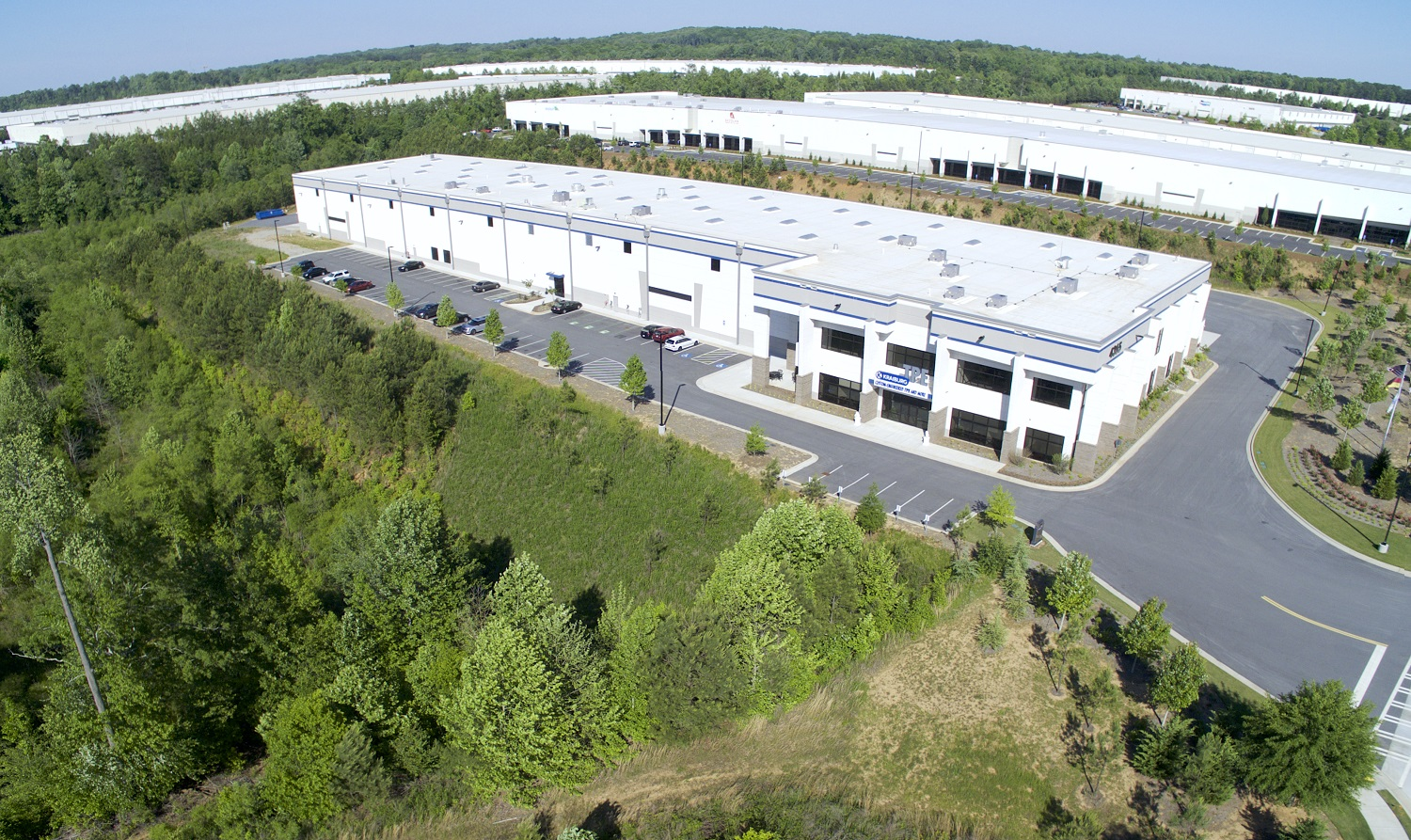
미국 조지아주의 버포드에 있는 KRAIBURG TPE 생산지

- 1999 남미 지역과 미국 조지아주의 덜루스에 판매 오피스 설립
- 1996 말레이시아와 아시아 태평양 지역에 판매 오피스 설립 1995 The success story of THERMOLAST®
- 1995 THERMOLAST®의 지속적인 성장과 함께 독일 발트크라이부르크에 새로운 공장들을 설립
- 1986 Gummiwerke KRAIBURG 아래 첫 생산, 판매, 그리고 어플리케이션

## 제품

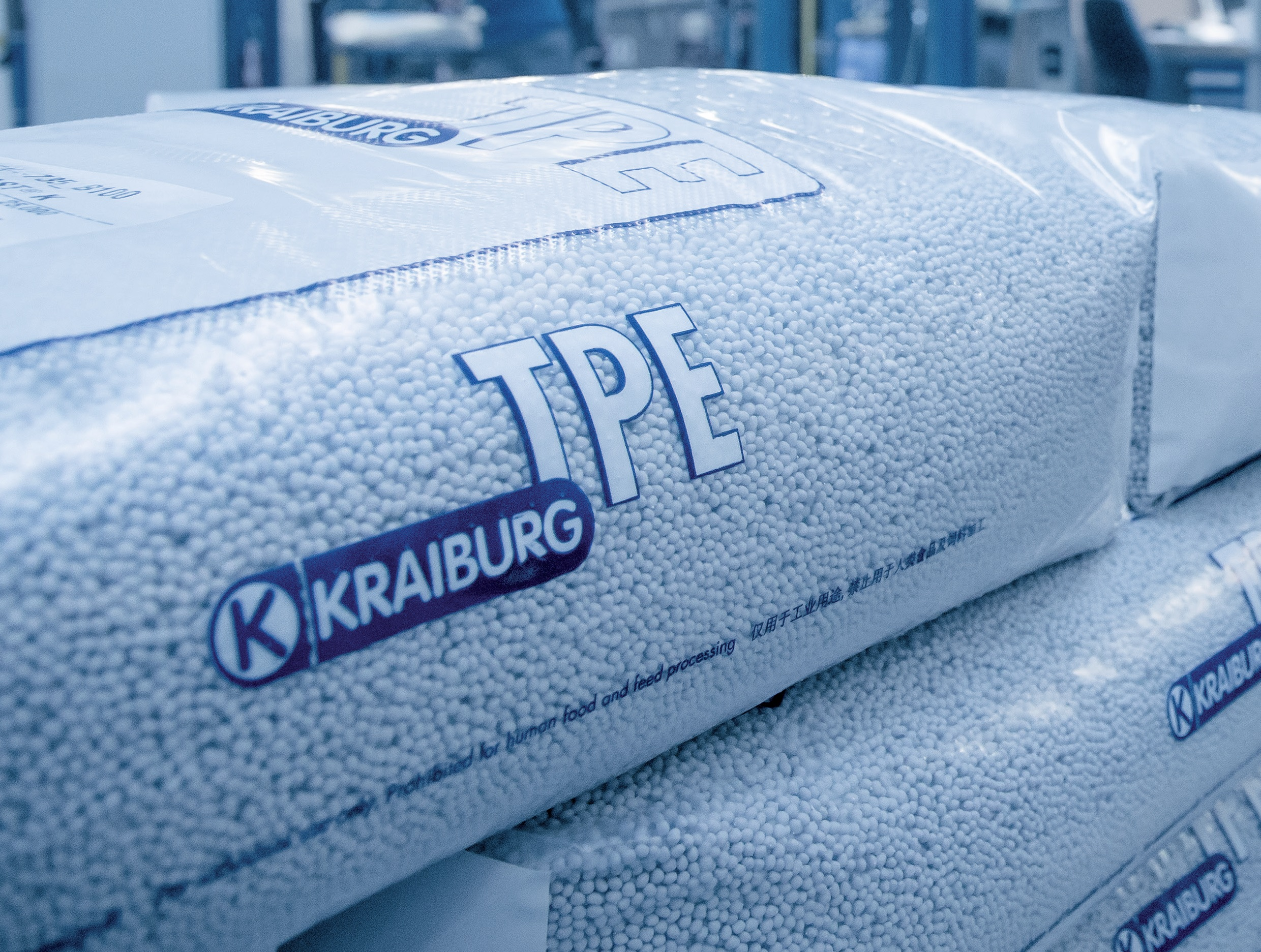
열가소성 엘라스토머

ETP에 대한 COPEC® 접착과 피부유분에 강한 저항성. COPEC®는 고객의 전자응용기기의 오버몰딩에 사용된다.
For Tec E®에 있어서 E는 폴리아마이드 접착 시 적용될 수 있는 특별 시리즈다. E는 세미아로마틱폴리아마이드, 폴리아크릴아마이드, 그리고 모든 기본적인폴리아마이드에 결합을제공한다.
HIPEX®는 최대 섭씨 150도와 기름에강한 TPV이다. 열가소성수지는 이제 고무 프로세서에서 한정되었던 작업들을 넘어 더 많은 기기에 적용될 수 있는 가능성을 갖고 있다.
THERMOLAST®는 화학적 기반과 수소화된 스티렌블록공중합체 (SEBS)에 따라 다양한 시장의 필수 조건들을 충족하기 위해 네 가지의 그룹으로 나뉘어 있다.
THERMOLAST® K는 다양한기기에 사용될 수 있는 SEBS 복합체로 부드러운 접착 특징을 갖고있으며 UV 저항력을 갖고있다. 거의 모든재질의 솔루션이 음식기기에 사용될 수 있다.
THERMOLAST® V는 장기적으로 편안하게 사용할 수 있는 결합체로 개스킷이나 폴리프로필렌과 폴리아마이드와함께 그로밋에 적합하다.
THERMOLAST® A는 UV 저항성을 갖고있고 자동차와 건설기기의 개스킷을 위한 열가소성수지접착에 사용된다.
THERMOLAST®M은 의학과 약학산업을 위한 포트폴리오 시리즈이다. 의학승인 ISO 10993-4, -5, -11, USP 661, 그리고 USP 클래스 4 인증을 받은만큼 높은 안전성을 자랑한다.

## 열가소성 수지 탄성중합체의 이점
- 경제적 열가소성 수지 프로세싱
- 짧은 사이클 시간
- 적은 에너지 사용
- 넓은 프로세싱 윈도우를 제공하는 내열성
- 멀티 부품 프로세싱 (하드-소프트콤퍼짓)
- 100% 재활용 가능
- 자유로운 디자인을 가능하게하는 높은 색상처리 기능

## 참고 문헌
1. ↑  “Kraiburg expanding TPE production in Germany, Malaysia - European Rubber Journal”. 《European Rubber Journal》 (미국 영어). 2017년 10월 25일. 2018년 8월 6일에 원본 문서에서 보존된 문서. 2018년 2월 24일에 확인함.
2. ↑  FRANK ESPOSITO, FRANK. “Kraiburg adding TPE production in Germany and Malaysia”. 2018년 2월 25일에 확인함.
3. ↑  “CRM Case Study - KRAIBURG TPE GmbH & Co. KG” (미국 영어). 2018년 2월 24일에 확인함.
4. ↑  https://www.pressreleasefinder.com/KRAIBURG_TPE/KRAPR161/ko/
5. ↑  https://plastickorea.tistory.com/49?category=1038369
6. ↑  https://www.plastickorea.co.kr/news/articleView.html?idxno=21953
7. ↑  https://www.medicalfocus.kr/post/%ED%81%AC%EB%9D%BC%EC%9D%B4%EB%B2%84%EA%B7%B8-%ED%8B%B0%ED%94%BC%EC%9D%B4-%EC%95%84%EC%8B%9C%EC%95%84-%ED%83%9C%ED%8F%89%EC%96%91-%EC%A7%80%EC%97%AD-%ED%97%AC%EC%8A%A4%EC%BC%80%EC%96%B4-%EB%B0%8F-%EC%9D%98%EB%A3%8C%EA%B8%B0%EA%B8%B0-%EC%A0%84%EC%9A%A9-%EC%8B%A0%EA%B7%9C-thermolast-h-%EC%B6%9C%EC%8B%9C
8. ↑  “Kraiburg Holdings” (PDF). 2017년 12월 1일에 원본 문서 (PDF)에서 보존된 문서.
9. ↑  “Plastics Engineering - April 2015 - Chemical-Resistant TPE Materials with Adhesion to Engineering Thermoplastics”. 2018년 2월 24일에 확인함.
10. ↑  “KRAIBURG TPE가 공급하는 COPEC® 플라스틱 재료”.
11. ↑  Rapra, Smithers (2013년 12월 16일). 《TPE 2013》 (영어). Smithers Rapra. ISBN 9781909030497.
12. ↑  “HIPEX® Plastic Materials Supplied by KRAIBURG TPE | UL Prospector” (영어). 2018년 2월 24일에 확인함.
13. ↑  GmbH, M-Base Engineering + Software. “Material Data Center | Datasheet THERMOLAST® K TC8GPZ”. 2018년 2월 24일에 확인함.
14. ↑  “THERMOLAST® K Plastic Materials Supplied by KRAIBURG TPE | UL Prospector” (영어). 2018년 2월 24일에 확인함.
15. ↑  “THERMOLAST® V Plastic Materials Supplied by KRAIBURG TPE | UL Prospector” (영어). 2018년 2월 24일에 확인함.
16. ↑  “THERMOLAST® A Plastic Materials Supplied by KRAIBURG TPE | UL Prospector” (영어). 2018년 2월 24일에 확인함.

## 추가 링크
- Kraiburg Holdings